# درک چیسورا
درک چیسورا (انگلیسی: Dereck Chisora؛ زادهٔ ۲۹ دسامبر ۱۹۸۳) بوکسور اهل بریتانیا است.